# Кочубей, Аркадий Васильевич
Арка́дий Васи́льевич Кочубе́й (9 (20) февраля 1790
 — 4 (16) марта 1878) — чиновник и мемуарист из малороссийского дворянского рода Кочубеев: камергер (1827), орловский губернатор (1830—1837), сенатор (с 1842 года), действительный тайный советник (1856).

## Биография
Аркадий Васильевич был младшим сыном генерал-майора Василия Васильевича Кочубея (1756—1800) и Елены Васильевны, урождённой Туманской (ум. 1836). Супруги имели ещё дочь Елену (1793—1863) и трёх сыновей: Василия (1784—1844), Демьяна (1786—1859) и Александра (1788—1866). В возрасте 10 лет лишился отца.
В 1794 году в возрасте четырёх лет определён гефрейт-капралом в лейб-гвардии Конный полк. До 12 лет вместе с братом Александром воспитывался дома под руководством сначала швейцарца Дорнье, а затем аббата Фромана. С 1802 по 1807 годы продолжил образование в Петербурге в аристократическом пансионе Николя, куда был отправлен по желанию дяди Виктора Павловича вместе с братом. С 25 января 1802 года числился в Коллегии иностранных дел юнкером, с 2 января 1806 — переводчиком. 25 августа 1809 года уволен.
12 сентября 1809 года вместе с братом Демьяном начал службу в канцелярии принца Георгия Петровича Ольденбургского под руководством Ф. П. Лубяновского и в Главном управлении водяных и сухопутных путей сообщения (с 1811 года Главное управление путей сообщения). 20 декабря 1810 — помощник столоначальника, 30 июля 1811 года — титулярный советник, 15 октября 1811 года пожалован придворным званием камер-юнкера.
С началом Отечественной войны оставил гражданскую службу и 13 октября 1812 года поступил в Гродненский гусарский полк, с которым участвовал во многих боях в России и в заграничном походе: за Бой под Чашниками получил орден Святого Владимира 4-й степени с бантом, участвовал в сражениях под Борисовым, при Люцине, Бауцене и других, взятии Тильзита, Кёнигсберга, Берлина и Парижа. 13 октября 1812 года — поручик, 18 августа 1813 — штабс-ротмистр, 14 сентября 1814 — ротмистр, 10 октября 1814 года по ходатайству Виктора Павловича Кочубея перешёл в лейб-гвардии Гусарский полк с тем же чином. Из-за конфликтов с командиром полка графом Левашовым по рекомендации князя Васильчикова перешёл в Тверской драгунский полк, который состоял в корпусе графа Воронцова. 9 мая 1816 года — подполковник. 10 марта 1824 года — полковник в отставке.

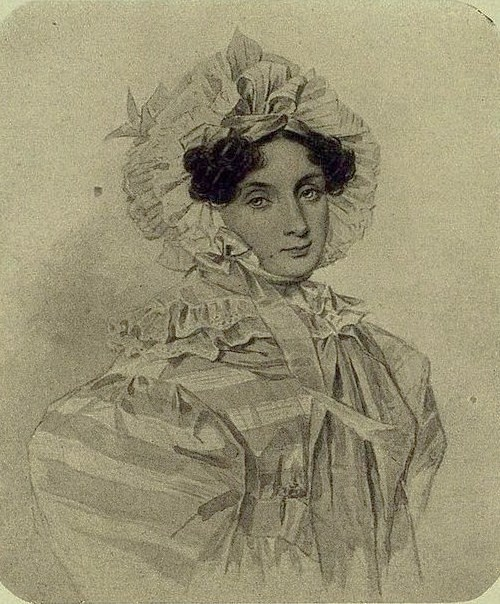
Софья Николаевна, жена

30 ноября 1824 года перешёл на службу чиновником по особым поручениям к начальнику почтового департамента; 7 января 1824 года — надворный советник, 30 сентября 1825 — коллежский советник, с 9 января 1828 по 1830 годы был киевским вице-губернатором, 2 октября 1827 года — камергер, с 21 апреля 1830 — исполняющий должность орловского губернатора, 6 декабря 1831 — действительный статский советник, 1 января 1832 года утверждён в должности. 4 мая 1837 года — тайный советник.
30 июня 1842 года назначен сенатором, с 1847 года — почётный опекун Санкт-Петербургского присутствия Опекунского совета учреждений императрицы Марии, в 1847—1868 годах управлял больницей Всех Скорбящих. Как сенатор присутствовал в 1-м отделении 5-го департамента Сената, а с 1 января 1851 года по 1 января 1865 года являлся первоприсутствующим 2-го отделения того же департамента. С 1 января 1865 года до конца жизни присутствовал в Общем собрании первых трёх департаментов и Департаменте герольдии Сената.
Кочубей в своём имении в селе Згуровка Прилукского уезда собрал библиотеку около 10000 томов, состоявшую из трудов по истории.
Аркадий Васильевич Кочубей скончался 4 (16) марта 1878 года. Похоронен в Петербурге на Новодевичьем кладбище рядом с братьями Демьяном и Александром.

## Творчество
Ещё в пансионе вместе со своим другом, графом С. П. Потемкиным, составил по поэме Богдановича оперу «Душенька», которая была тогда же роскошно издана с гравюрами. Аркадий Васильевич писал:
Более других я был дружен с графом Самойловым и с графом Сергеем Павловичем Потёмкиным, с последним мы переводили Расина, писали стихи и даже издали «Душеньку», — оперу в стихах, взятую из поэмы Богдановича, которая после была напечатана и обругана в журналах, что навсегда излечило нас от желания быть сочинителями. Издание было сделано на счёт Потёмкина самым великолепным образом с гравюрами.
В 1890 году были опубликованы записки Кочубея — «Семейная хроника. Записки Аркадия Васильевича Кочубея. 1790—1873.» — СПб.: Тип. братьев Пантелеевых, 1890. — 314 с.

## Семья
Жена (с 15 сентября 1824 года) — княжна Софья Николаевна Вяземская (15.06.1798—30.05.1834), крестница Павла I, фрейлина двора, дочь сенатора князя Николая Григорьевича Вяземского (1769—1846) от брака с Екатериной Васильевной Васильчиковой (1773/1774—1816). По линии матери Софья Николаевна была внучкой Анны Кирилловны Разумовской и родной племянницей княгини Марии Васильевны Кочубей. Свадьба была в домовой церкви в селе Диканьки. По словам Кочубея, жена его «была очень хороша собой и очень добра. Получив хорошее состояние от деда своего Разумовского, она тотчас стала думать как помочь своим бедным родственникам и знакомым». Прожив в браке десять лет, почти неразлучно и между ними не было никаких ссор, мало того, они знали все мысли друг друга, потому что ничего никогда не скрывали друг от друга. Скончалась в Орле от горловой чахотки (похоронена вместе с младшими детьми умершими во младенчестве Виктором и Леонтием в Троицкой церкви-усыпальнице при Архиерейском доме в Орле). В браке родились:
- Пётр (1825—1892) — тайный советник, с 1851 года женат на графине Варваре Александровне Кушелевой-Безбородко (1829—1894), дочери Александра Григорьевича Кушелева-Безбородко;
- Василий (1826—1897) — действительный статский советник, с 30 апреля 1852 женат на светлейшей княжне Наталье Петровне Салтыковой, с 1878 года на графине Марии Алексеевне Капнист (1848—1925), дочери Алексея Васильевича Капниста. Двое из его сыновей, Петр-младший и Василий были уездными предводителями дворянства в Полтавской губернии; Петр-старший (18.04.1857—13.11.1879), скончался скоропостижно от паралича легких в Неаполе.
- Николай (27.10.1827[10]—1865) — крещен 20 ноября 1827 года в Придворном соборе Зимнего дворца при восприемстве Николая I и императрицы Марии Фёдоровны; надворный советник, с 1849 года женат на Екатерине Аркадьевне Столыпиной (1824—1852), дочери Аркадия Алексеевича Столыпина; 1 октября 1858 года в Париже женился на Елене Сергеевне Молчановой (1835—1916), дочери декабриста Сергея Волконского. Видевший их в Париже в 1860 году Тургенев, писал графине Ламберт: «Я здесь почти никого не вижу, французов я, Вы знаете, не люблю, а приятных русских мало. Здесь есть граф Кочубей, женатый на дочери Волконского, и он, и она милые люди и так любят друг друга, что весело глядеть на них». По словам современницы, Елена Сергеевна была прелестна не правильностью лица, а неизъяснимою грацией всего стройного существа, освещенного выразительными большими черными глазами. Она обладала чудным голосом и певала с братом прекрасные дуэты. Хорошо образованная, она имела светский лоск, держала себя свободно и с достоинством в среде высшего общества[11].
- Виктор (11.07.1829—30.05.1934)[8]
- Леонтий (род. и ум. в 1831)[8]

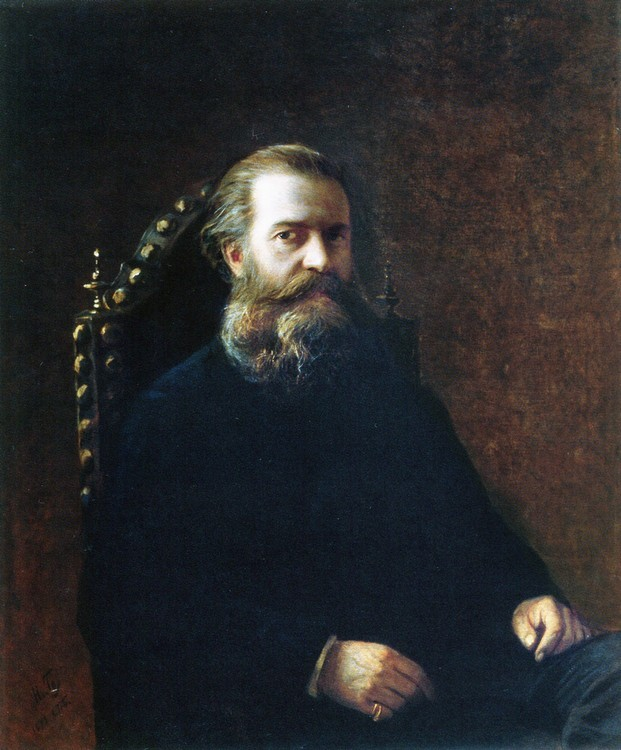
Пётр, сын
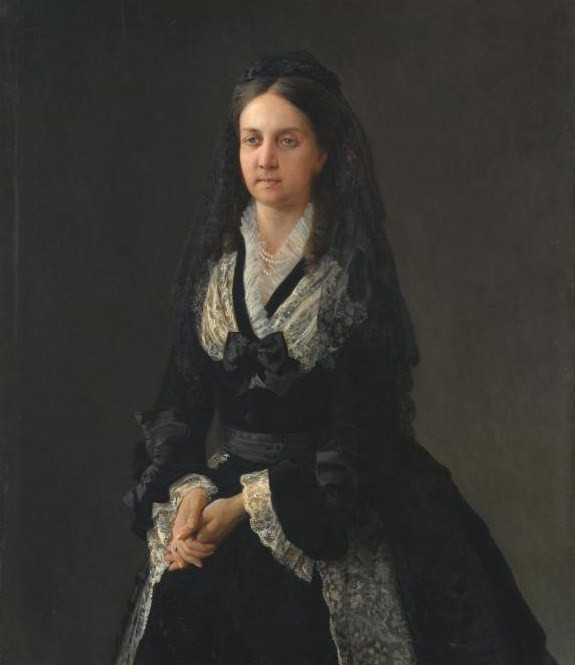
Варвара Александровна, невестка
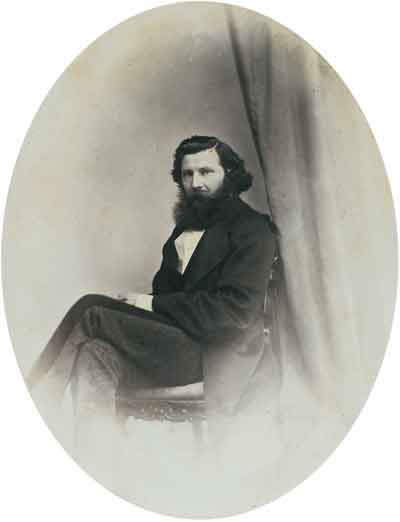
Николай, сын
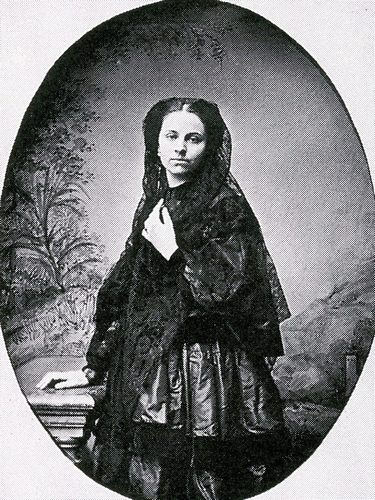
Елена Сергеевна, невестка
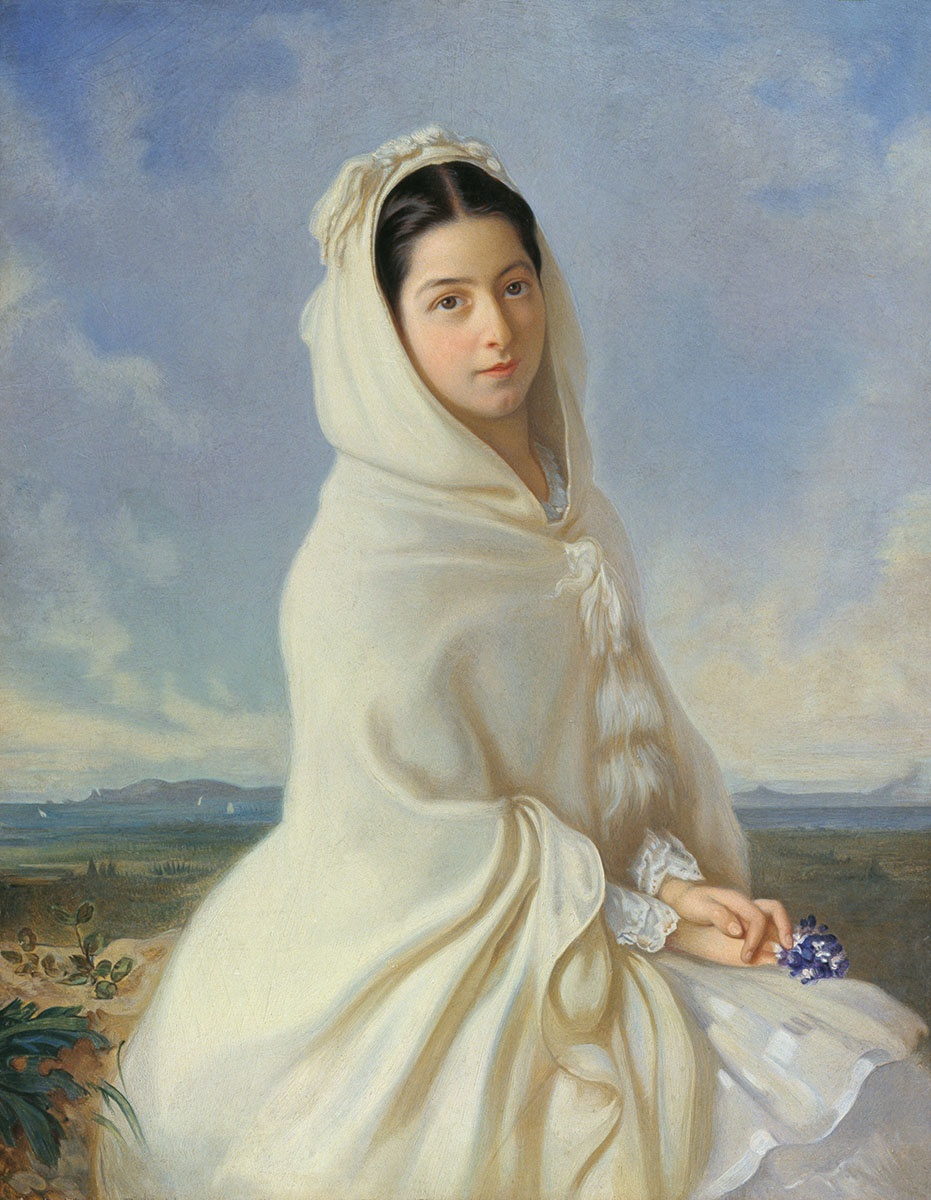
Первая жена Николая

## Награды
- Орден Святой Анны 4 степени
- Орден Святого Владимира 4 степени с бантом (30 октября 1812);
- Прусский орден Pour le Mérite (11 июня 1813);
- Золотая сабля с надписью «За храбрость» (31 июля 1813);
- Орден Святой Анны 2 степени (31 декабря 1813); (алмазные знаки 15 февраля 1814);
- Прусский орден Красного орла 3 степени (30 мая 1814);
- Орден Святого Владимира 3 степени (4 октября 1829);
- Орден Святого Станислава 1 степени (6 октября 1833);
- Орден Святой Анны 1 степени (26 сентября 1844);
- Орден Святого Владимира 2 степени (30 августа 1848);
- Орден Белого Орла (1 июля 1851)
- Орден Святого Александра Невского (17 апреля 1855) (алмазные знаки этого ордена пожалованы 23 апреля 1859)
- Орден Святого Владимира 1 степени (19 апреля 1864).
- Медаль «В память Отечественной войны 1812 года»
- Медаль «За взятие Парижа»
- Знак отличия за XX лет беспорочной службы

## Комментарии
1. ↑  дата 9 февраля указана на надгробии, согласно метрике — 14 (25).02.